# Misery Speaks
Misery Speaks war eine deutsche Melodic-Death-Metal-Band aus Münster, deren Stil sich an der Göteborger Schule orientiert.

## Geschichte
Misery Speaks entstand 1999, wobei erst um 2001 eine relativ feste Besetzung zustande kam. Zu diesem Zeitpunkt bestand die Band aus Sänger Claus Ulka, Bassist Olaf Piasetzki, dem Schlagzeuger Janosch Rathmer und den Gitarristen Florian Füntmann und Stephan Gall. Ihr erstes Album Things Fall Apart nahmen sie 2003 noch in Eigenregie auf, wobei sie für den Vertrieb „Unstoppable Media“ gewinnen konnten. Großteils gute Kritiken brachten ihnen Auftrittsangebote ein und so gaben sie Konzerte im Vorprogramm von Bands wie Napalm Death, Vader, disbelief, Dew-Scented und Heaven Shall Burn.
Kurz nachdem Olaf Piasetzki im Jahre 2004 die Band verlassen hatte und durch Pascal Berke (Ex-Dawn of Insanity) ersetzt wurde, nahmen Misery Speaks wieder in Eigenregie eine EP auf, die unter dem Namen Demo 2005 zur Promotion ihrer Musik verwendet wurde. So erhielten sie im März 2006 einen Plattenvertrag bei Alveran Records. Pascal Berke wurde wegen zeitlicher Probleme von Martin Grossmann am Bass abgelöst. Danach wurden die bereits für die EP verwendeten Songs und weiteres Material im Rape of Harmony Studio für eine CD neu eingespielt, die von Dan Swanö abgemischt wurde. Am 23. Juni 2006 wurde das selbstbetitelte Album veröffentlicht.
Im Mai 2007 fanden erneut Aufnahmen im Rape of Harmony Studio für das neue Album Catalogue of Carnage statt, dessen Mischung wieder Dan Swanö übernahm. Die Veröffentlichung fand am 25. Januar 2008 beim Label Drakkar Entertainment statt. Ein Jahr später erschien das Album Disciples of Doom.
Im November 2009 gab die Band ihr Ende bekannt, das nach einer Abschiedstournee 2010 erfolgen sollte. Aufgrund schlechter Vorverkaufszahlen wurde die Tour jedoch gestrichen und auf das Abschiedskonzert am 13. Februar 2010 in Münster reduziert.

## Diskografie
- 2000: Plagues of Paradise (Demo)
- 2001: Psycho Trauma Phobia (Demo)
- 2004: Things Fall Apart (Unstoppable Media)
- 2005: Demo 2005 (Demo)
- 2006: Misery Speaks (Alveran Records/Soulfood Music)
- 2008: Catalogue of Carnage (Drakkar)
- 2009: Disciples of Doom (Drakkar)

## Belege
1. ↑  Blabbermouth.net: Germany's MISERY SPEAKS Sign With ALVERAN RECORDS - Apr. 9, 2006 Abgerufen am 5. November 2015.